# Bestofmedia Group
Bestofmedia Group est un groupe indépendant éditeur de sites internet d’information spécialisés dans le high-tech. Il est présent dans de nombreux pays tels que la France, l’Allemagne, l’Italie, la Grande-Bretagne, la Finlande, la Turquie, la Russie et les États-Unis. Ses sites proposent un contenu diversifié : nouvelles et dossiers, tests produits objectifs, comparateurs de prix et forums.

## Histoire
En septembre 1999, Alfred Véricel crée, avec Eric Florand, le site BestofMicro.com (lancé le 27 juin 2000) et Bestofmedia Group, groupe média qui, au fil des années, va multiplier les acquisitions de sites internet spécialisés dans la haute technologie et créer un pôle d’information et d’entraide, avec ses forums. 
En 2002, Bestofmedia acquiert le comparateur de prix BuyCentral présent en France et en Italie. En novembre 2004, Bestofmedia acquiert Presence-PC.com, site d’information indépendant (thématiques informatique, multimédia et telecom). En 2005, Bestofmedia acquiert Infos-du-net.com à son fondateur Loïc Maillet, un site de contenu éditorial fédérant une communauté consacrée à l’actualité logicielle et Internet. En 2006, Bestofmedia acquiert JeuxvideoPC.com et Jeuxvideo-Flash.com.
En 2007, Bestofmedia Group rachète le groupe TG Publishing, qui possède Tom’s Hardware. À partir de ce rachat, Bestofmedia Group rationalise ses sites francophones en les regroupant sous 3 marques, Tom’s Hardware, Tom’s Guide et Tom’s Games. Par ailleurs, le rachat de Tom’s Hardware constitue le point de départ d’une ouverture à l’international et du rachat de plusieurs sites pour consolider ses parts de marché.
En 2008, Bestofmedia Group reçoit, sous la forme de fonds de croissance, 35 millions de dollars (22,5 millions d’euros) de la part d'Index Ventures, société de capital risque, et développe son pôle R&D. Bestofmedia Group acquiert 3Labs présent en Italie.
En Septembre 2008, Bestofmedia Group acquiert Computing.net (États-Unis).
En 2010, Bestofmedia ouvre un centre de R&D à Grenoble et de Tom’s Hardware en Finlande. 
En 2011, Bestofmedia créé Tom’s Guide Solutions, service de Questions / Réponses consacré au High-tech sur Tom’s Guide. Durant le 3e trimestre de l’année 2011, Bestofmedia crée le site Tom’s IT Pro,uniquement disponible en version anglaise, et s’adresse aux professionnels des nouvelles technologies. 
En 2012, Avec ses 26,3 millions de visiteurs uniques au mois de mars 2012, Bestofmedia Group est le 10e groupe internet français dans le monde.
Cette même année, BestofMedia revend Tom's Games et ses sites (JeuxvideoPC.com et Jeuxvideo-Flash.com) à M6.
En juillet 2013, Bestofmedia Group est racheté par le groupe TechMediaNetwork, rebaptisé par la suite Purch en avril 2014.
En 2018, Purch revend ses activités BtoC au groupe britannique de médias Future plc et sa filiale française à André Baden Semper (Directeur général), Isabelle Dumonteil (Directrice des rédactions) et Kim Huynh (Directrice des opérations) qui s’associent pour reprendre l’activité et la rebaptisent Galaxie Media.

## Publications
Le groupe publie trois sites, chacun portant sur une thématique high-tech ou informatique :
- Tom’s Hardware (« The Authority On Tech »), consacré à l'informatique ;
- Tom’s Guide (« Tech For Real Life ») consacré au High-tech et ses différentes composantes : mobile, informatique, image & son, internet ;
- Tom's IT Pro (« Real World Business Computing »), destiné aux professionnels de l'informatique (États-Unis uniquement).

## Données économiques
Bestofmedia compte 200 salariés dans le monde (dont 80 journalistes) et ses sites web reçoivent 40 millions de visiteurs uniques en moyenne chaque mois ; le groupe est implanté dans huit pays (France, Allemagne, Italie, Grande-Bretagne, Finlande, Turquie, Russie et États-Unis).